# Elfen

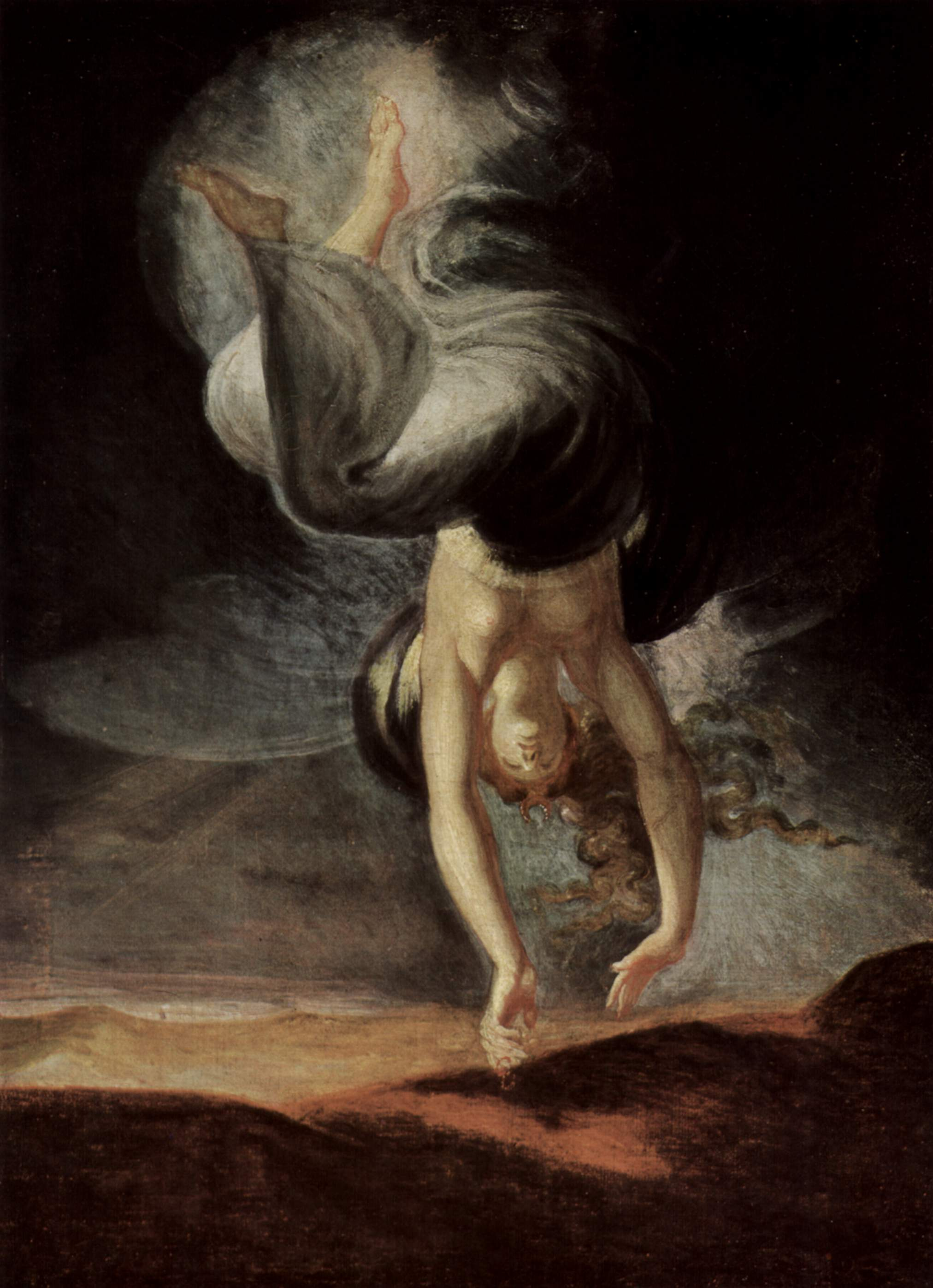
Die Elfenkönigin Titania findet am Strand den Zauberring, Gemälde von Johann Heinrich Füssli, 1804/1805

Elfen (auch Albe, Elben) sind eine sehr heterogene Gruppe von Fabelwesen in Mythologie und Literatur. Elfen sind Naturgeister, die ursprünglich aus der nordischen Mythologie stammen. Auch in der keltischen Mythologie spielen sie eine wichtige Rolle, ebenso im mittelalterlichen Aberglauben. Als winzige, geflügelte Wesen, die Blumen bewohnen, waren die Elfen in Europa im 19. Jahrhundert populär. Mit Tolkiens Herr der Ringe zogen Elfen (bei Tolkien: Elben) als mächtige, menschengroße Wesen wieder in die Literatur ein. Tolkiens Bild der Elfen hatte großen Einfluss auf das sich herausbildende Genre der Fantasy-Literatur.

## Terminologie

### Etymologie des WortesElfe
Die Herkunft des Wortes ist innerhalb der germanischen Sprachen belegt im Altnordischen (álfr), Althochdeutschen (alb)  und Altenglischen (ælf), sodann auch im Dänischen (elve).
Die Herkunft des Wortes ist nicht gänzlich geklärt. Die gemeingermanische Form ist *albaz neben einem *albiz. Zur Verwandtschaft der Wurzel *alb gelten zwei Ansätze als vertretbar:
- wie althochdeutsch elbiʒ, altnordisch elptr, russisch lébed (лебедь) „Schwan“ und lateinisch albus „weiß“ zum indogermanischen *albh „glänzen, weiß sein“, im Sinne von „Lichtgestalt, weiße Nebelgestalt“
- zum altindischen rbhúh, eine Klasse von mythischen Handwerkern, mit einer Grundbedeutung „geschickt, fleißig“ (verwandt mit lateinisch labor = Arbeit), mit einer Motivierung von *albaz als „Handwerker, magischer Helfer“, da auch Elfen neben Zwergen als kunstreiche Schmiede gelten.[1]

Das deutsche Wort Elfen geht auf Altdeutsch Alb oder Elb im Singular bzw. Elbe oder Elber im Plural zurück. Aus der femininen Form „Elbe“ wurde im 16. Jahrhundert zusätzlich der schwache Plural „Elben“ gebildet. Im 18. Jahrhundert wurden die Wortformen durch die englische Form „Elfen“ verdrängt. Die Form „Alb“ findet sich heute noch in einer eingeschränkten Bedeutung im Wort Albtraum wieder.
In der benachbarten keltischen Sprachgruppe existiert ein ähnliches Wort, allerdings ohne den Lippenlaut „b“, bzw. abgeschwächten Lippenlaut „f“: das kymrische (walisische) Wort Ellyll „der [ganz] Andere“, irisch Ailill.

### Abgrenzung zuFee
Elfe und Fee werden häufig in ähnlichen Zusammenhängen oder gar synonym verwendet. Während das Wort Elfe ältere Wurzeln aus dem Germanischen hat, hat das Wort Fee erst im 18. Jahrhundert über das Französische (von französisch fée) in die deutsche Sprache Eingang gefunden. Im Englischen ist fairy seit 1320 belegt, ab dem 16. Jahrhundert wurden elf und fairy (engl. für Fee) synonym verwendet.

## Elfen in der Mythologie

### Lichtalbe und Schwarzalbe in der nordischen Mythologie

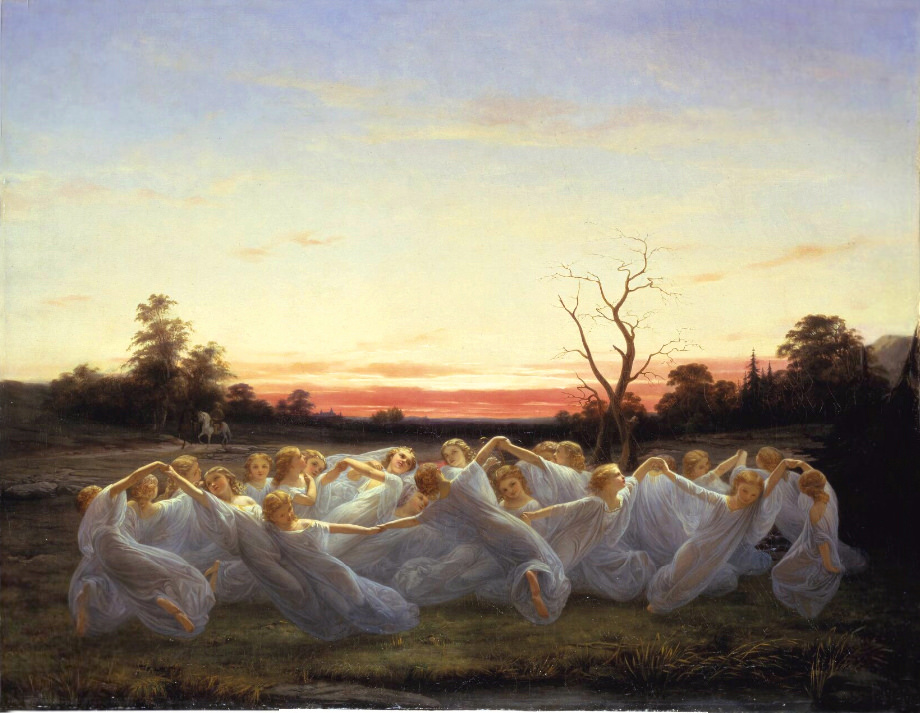
Wiesenelfen, Gemälde von Nils Blommér, 1850

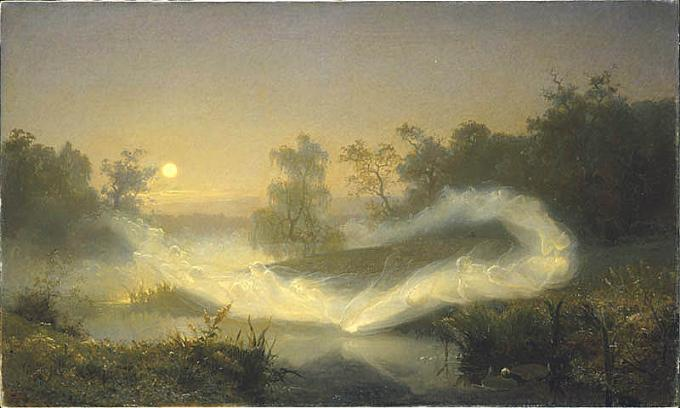
Tanzende Elfen, Gemälde von August Malmström, 1866

Die Albe („alfa“) werden in der Snorra-Edda (Skandinavische Götter- und Heldensagen um 1220) häufig im Zusammenhang mit dem nordischen Göttergeschlecht der Asen erwähnt.
| ása ok alfa er hér inni eru, manngi er þér í orði vinr. | die Asen und Albe die hier innen sind, sprechen alle arg von dir. |

 In der Snorra-Edda wird unterschieden zwischen Licht- und Schwarzalben, Namen, die stark deren Gesinnung widerspiegeln. 

„Sá er einn staðr þar, er kallaðr er Álfheimr. Þar byggvir fólk þat, er Ljósálfar heita, en Dökkálfar búa niðri í jörðu, ok eru þeir ólíkir þeim sýnum ok miklu ólíkari reyndum. Ljósálfar eru fegri en sól sýnum, en Dökkálfar eru svartari en bik.“

„Da ist ein Ort, der Álfheim heißt. Da haust das Volk, das man Lichtalbe nennt. Aber die Schwarzalbe wohnen unten in der Erde und sind ungleich von Angesicht und noch viel ungleicher in ihren Verrichtungen. Die Lichtalbe sind schöner als die Sonne von Angesicht; aber die Schwarzalbe schwärzer als Pech.“

 Ob Snorri diese Einteilung bereits vorfand oder selbst entwickelt hat, ist umstritten. Die Albe sind jedenfalls besonders an die Fruchtbarkeit geknüpft, da sie dem Fruchtbarkeitsgott Freyr zugeordnet sind.
| Álfheim Frey gáfu í árdaga tívar at tannféi. | Álfheim gaben sie dem Frey am Anfang der Zeiten als Zahngabe. |

Später kommen noch die Dunkelalbe hinzu, was eine eher negative Mischform jener beiden ist.
Bei anderen Autoren besteht eine Hierarchie, bei welcher die Asen an oberster, die Albe an zweiter und die Zwerge an letzter Stelle stehen.
Wieder andere stellen die Albe in die Nähe der Zwerge, da álfr in der Tat ein Wortteil einiger Zwergennamen ist, z. B. Álfr, Gandálfr, Vindálfr usw. Der Zwerg Alberich aus dem Nibelungenlied ist ein gutes Beispiel. Nur ein Autor stellt Albe in die Nähe der Riesen.
Eine dämonische Seite der Albe wird deutlich an der Herkunft des Wortes Hexenschuss, welches eine Übertragung des älteren Ausdrucks Albschoss ist.
Beide Begriffe werden erwähnt in dem altenglischen Zauberspruch Wið færstice, der in der Lacnunga genannten Textsammlung enthalten ist, hier der entsprechende Auszug mit Übersetzung:
| gif hit wǣre ēsa gescot oððe hit wǣre ylfa gescot oððe hit wǣre hægtessan gescot nū ic wille ðīn helpan. | Ob es wäre Asen-Schuss oder es wäre Albschuss (ylfa gescot) oder es wäre Hexenschuss (hægtessan gescot), nun ich will dir helfen. |

Zudem wird eine dunkle Facette der Albe widergespiegelt in dem heute noch gebräuchlichen Wort Albtraum.
Die Dunkelalbe bzw. Nachtalbe sind damit auch Verwandt mit den Nachtmahren und somit auch mit den Incubi und Succubi.
Es gibt jedoch wesentlich mehr positive Darstellungen der Albe als negative. In der Heldensaga von Wieland dem Schmied wird Wieland als Führer und Landsmann der Albe bezeichnet, was mit seiner Kunstfertigkeit als Schmied zu tun hatte. In der Ahnenreihe des Königs Harald Schönhaar treten auch vom Begriff Albe abgeleitete Namen auf (Álfr, Álfgeirr, Gandálfr, Álfhild). Álf war lange als Namensteil bei nordischen Namen häufig. Die altenglische Dichtung verwendet ælfsciene als albenschön für wunderschön. Eine Kenning bezeichnet die Sonne als Albenrad.
Schon die Brüder Grimm wiesen darauf hin, dass die Unterteilung Snorris dem Dualismus des christlichen Weltbildes von Engeln und Teufeln gleichstehe. Christliche Einflüsse sind zwar nicht auszuschließen, aber bei so allgemeinen Einteilungen sind Vermutungen von Übernahmen mit Vorsicht aufzustellen. Es ist aber auch nicht auszuschließen, dass dieser Gegensatz der Licht- und Schwarzalbe aus einem anderen Toten- und Fruchtbarkeitskult kommt. Dies jedenfalls findet sich in angelsächsischen Quellen.
Heute ist diese Form des Albenglaubens noch in Island verbreitet (als Huldufólk).

#### Álfablót
Es wurden in der Zeit des heidnischen Europas Opfer an die Albe gebracht, die álfablót genannt wurden. Es ist nur wenig darüber bekannt. Das álfablót war lokal und wurde von Frauen geleitet, Fremde hatten keinen Zutritt. Da es den Elfen als allgegenwärtigen Mächten gewidmet war und es von Frauen geleitet wurde, vermutet man, dass es um Ahnen und Fruchtbarkeit ging. Wahrscheinlich handelte es sich um Opfer an die Schwarzalbe. Die einzige Nachricht von dem Fest liefert Sigvat, der Skalde Olafs des Heiligen. Der Skalde macht eine Reise nach Osten, und da widerfährt ihm Folgendes:

„Þá kom hann að öðrum garði. Stóð þar húsfreyja í durum, það hann ekki ðar inn koma, segir að þau sættu álfablót.“

„Da kam er an einen anderen Hof. Stand da die Hausfrau in der Türe, sagt, dass er nicht hineinkommen dürfe, es werde gerade das Elbenopfer abgehalten.“

#### Álfheimr
Das altnordische Wort Álfheimr bedeutet „Welt der Albe“. Snorri Sturluson stellte sich diesen Ort als Wohnort der Lichtalbe (altisländisch ljósálfar), als himmlische Region vor (Gylf 16). Nach Grm 5 ist Álfheimr aber die Wohnung des Freyr und gehört zu den Götterwohnungen in Asgard, der Festung der Nordischen Götterwesen.

### Mittelalterliche Vorstellungen
In der mittelalterlichen Literatur tauchen Elfen kaum auf; wenn sie es tun, dann wird Elfe als unspezifischer Name für Wesen dämonischer Natur verwendet. Häufig werden Elfen auch mit Zwergen oder Dämonen identifiziert oder verwechselt. In der Literatur übernahmen häufig Zwerge später die Rolle der Elfen.
Im Volksglauben blieben die Elfen bestehen; es gibt Belege für Opfergaben an Elfen. Diese wurden deshalb von der Kirche schon früh als heidnische Bräuche bekämpft, die theologischen Werke des Mittelalters beschrieben die Elfen als Krankheitsdämonen und Kinderdiebe und rückten Elfen in die Nähe von Hexen. Besondere Verbreitung fand die Vorstellung, Elfen schöben Menschen Wechselbälger unter.
Im Mittelalter setzte sich – auch durch die Vorstellung, dass Elfen und Krankheiten miteinander zusammenhingen – das Wort Alp für schlechte Träume durch. Der Alp als Quäl- und Plagegeist kann einem Opfer schweren Schaden zufügen. Er legt sich in der Nacht auf die Brust eines Schlafenden, der durch die Beklemmung dann Atemnot und Albträume (früher Albdruck genannt) bekommt.
Der Alp kann aber auch in der Nachtzeit durch den Mund in den Menschenkörper eindringen und das Blut aufsaugen. Ganz besonders mag er auch Kuh- oder Muttermilch. Vereinzelt findet sich die Vorstellung, dass eine Frau, die eine bestimmte Form der Geburtshilfe verwendet hat, sich nach dem Tod oder schon früher in einen Alp verwandelt und dann in Tiergestalt oder in der Gestalt eines hässlichen Kobolds umherirren muss.

## Elfen in der Literatur ab der Neuzeit

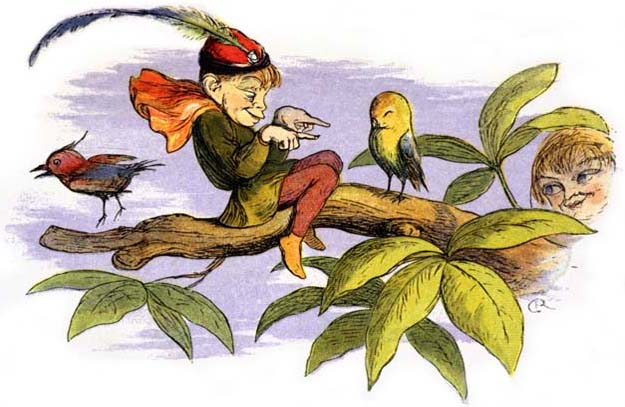
Zeichnung eines Elfen von Richard Doyle

Mit Michael Draytons Nymphidia und William Shakespeares Ein Sommernachtstraum wurden in der englischen Literatur die Vorstellung von Elfen als kleine, geflügelte, blumenbewohnende Wesen bekannt gemacht, wobei nicht klar ist, ob diese Vorstellung schon vorher existierte. Durch die Übersetzungen ins Deutsche fand diese Vorstellung von Elfen als zarte und kleine Blumenwesen auch Eingang in die deutsche Kultur, z. B. im 18. Jahrhundert durch Christoph Martin Wieland oder Johann Gottfried Herder. Im 19. Jahrhundert schließlich waren die Bilder von Elfen als winzige, zarte Wesen in Kinderbüchern und Esoterik in England und Deutschland so verbreitet, dass diese die Vorstellungen aus der germanischen und keltischen Mythologie weitgehend verdrängten.

## Elfen in Fantasywelten

### Elfen bei Tolkien
Die Elben (Quendi) im Werk von J. R. R. Tolkien sind menschenähnliche Wesen in Tolkiens Welt. Die Elben bei Tolkien sind potenziell unsterblich. Prinzipiell sind sie aufgrund ihrer Langlebigkeit, Krankheitsimmunität, überragenden Intelligenz, physischen sowie psychischen Stärke und Geschicks als „bessere“ Menschen konzipiert, obwohl sie sehr wohl auch zu Sünde und Irrtum fähig sind.
Die in England mit William Shakespeare und Michael Drayton aufgekommene und im 19. Jahrhundert populäre Vorstellung von Elfen als winzige, blumenbewohnende, gar geflügelte Wesen lehnte Tolkien als unangebrachte Verniedlichung ab. Tolkien grenzte sich von dieser Vorstellung ab, indem er seine Elfen als menschengroße, mächtige und künstlerisch begabte Wesen schuf, die damit der germanischen Vorstellung von Elfen näher standen als den niedlichen Feenwesen bei Shakespeare und der Literatur des 19. Jahrhunderts. Die tolkienschen Elben basieren einerseits auf der germanischen Mythologie, andererseits nahm er wohl auch Anleihen aus der keltischen Überlieferung.
Tolkien missfiel auch der englische Ausdruck elf (im Plural: elves) bzw. das deutsche Elfe, da diese Ausdrücke in seinen Augen genau diese Assoziation von kleinen, geflügelten Wesen erzeugte. Um dies zumindest in der deutschen Fassung zu vermeiden, schlug er der Übersetzerin Margaret Carroux die Formen Elb/Elben für die deutsche Übersetzung vor, eine Mischprägung aus Elfen und Albe.
Tolkien arbeitete die Sprachen der Elben mit großer Liebe zum Detail aus; tatsächlich erschuf der Linguist Tolkien die Welt von Mittelerde einschließlich der dort lebenden Völker, um für seine Sprachen einen Hintergrund zu liefern.

### Elfen in neueren Fantasywelten
Als Nachfolge und Reaktion auf Tolkiens Schöpfung der Elben kann man in den neueren Fantasywelten (Literatur, Comic, Rollenspiel) verschiedene Tendenzen beobachten. In mancher moderner Fantasy-Literatur, insbesondere in Rollenspielen, erscheinen häufig Wesen (meistens als ‚Elfen‘ oder seltener als ‚Elben‘ bezeichnet, dies variiert auch mit beauftragten Übersetzern), die den Tolkienschen Elben mehr oder weniger nachempfunden sind. Dabei zählen die Elfen meist zu den „guten“, naturverbundenen und friedfertigen Völkern, welche sich gelegentlich auch mit Menschen verbündet haben. Wenn es notwendig wird oder sie für eine moralisch richtige Sache kämpfen wollen, können sie jedoch auch ihre kriegerische Seite zeigen und kompetent mit Waffen umgehen. Als Kulturvolk treten sie häufig vor den Menschen in Erscheinung, etwa als „ältere Rasse“. In vielen Fällen können sie Magie wirken und erscheinen auf Menschen sehr attraktiv.
Manche Werke unterscheiden zudem zwischen mehreren verschiedenen Elfenvölkern, die sich auch untereinander teils stark voneinander unterscheiden – so können beispielsweise in derselben Welt Hochelfen und Waldelfen existieren: erstere als Hochkultur und mit einem Fokus auf magische Künste, letztere zurückgezogen im Wald lebende Jäger und Fährtensucher. Beispiele für die Darstellung finden sich im Rollenspiel-Genre (Warhammer Fantasy, Dungeons & Dragons, The Elder Scrolls u. ä.), wo unterschiedliche Spielertypen angesprochen werden sollen.
Andere Fantasy-Literatur hebt sich von Tolkien ab, indem sie auf andere Traditionen zurückgreift, etwa die keltische Tradition des Túatha Dé Danann oder des álfr. In diesen Fantasywelten ist die Darstellung gemeinsam, dass die Elfen große, schlanke Wesen mit spitzen Ohren sind, die eine Abneigung gegen Eisen haben. Ansonsten wird in dieser Literatur alles ausgewertet, von sorgfältig recherchierten mythologischen Hintergründen bis zu freien Erfindungen, auch werden verschiedene Traditionen gemischt. Elfen in solcher Fantasy-Literatur können sehr vielfältig sein: So wird in Raymond Feists Faerie Tale z. B. auf deutsche und skandinavische literarische Traditionen verwiesen, darunter die Figur des Puck und den Erlkönig. Im Fantasy-Comic Elfquest sind die Elfen sowohl vom Vorbild amerikanischer Ureinwohnerkulturen als auch von Elfentraditionen Europas inspiriert.
Eine deutlich negative Elfendarstellung, die stärker an europäische Folklore angelehnt ist als an Tolkien, findet sich in Terry Pratchetts Scheibenwelt-Roman Lords und Ladies. Elfen bei Pratchett sind katzenhaft gemein, verspielt und grausam, jedoch empfindlich auf Eisen und „Eisenliebe“, die dauermagnetisches Material darstellt. Diese auch in einigen anderen Werken rezipierte Abneigung gegen Metalle spielt auf die Empfindlichkeit von folkloristischen Feenwesen an, die bereits in früheren Sagen mit Feuer und Stahl bekämpft werden können. Elfen pflegen in der modernen Fantasy häufig eine Antipathie oder gar Feindschaft gegen die metallverarbeitenden Zwerge, welche als bärtige Schmiede und Bergleute ebenfalls aus Tolkiens Darstellung übernommen werden.
Als negatives Spiegelbild von Tolkiens Elfen kennen viele Fantasywelten die Dunkelelfen oder Drow, die in Forgotten Realms, einer Kampagne des Fantasy-Rollenspiels Dungeons & Dragons, eine Rolle spielen: Sie sind Bewohner einer in Dunkelheit gehüllten Unterwelt mit einer grausamen Religion. Die Drow sind wahrhaftig böse mit der Ausnahme des Helden der Dunkelelfensaga, Drizzt Do’Urden.
Nachkommen aus einer Verbindung zwischen Menschen und Elfen bezeichnet man üblicherweise als Halbelfen (z. B. in den Pen-&-Paper-Rollenspielen Das Schwarze Auge, Dungeons & Dragons oder im Computerspiel Regnum Online).
In heutiger Kunst und Literatur, vor allem Kinderliteratur, findet man neben Tolkiens menschenähnlichen Wesen weiterhin die kleinen, geflügelten ätherischen Wesen.